# Itoku japán császár
Itoku japán császár (懿徳天皇; Hepburn: Itoku-tennō); másnevén Ójamatohikoszukitomo no Mikoto; volt Japán negyedik császára a tradicionális öröklési sorrend szerint.
A császár életét illetően nincs konkrét dátum, viszont hagyományosan uralkodása i. e. 510 és i. e. 476 közé tehető.

## Legendás narratíva
Kortárs tudósok vitatják az első legalább kilenc uralkodó valódiságát. Itoku első leszármazottja, Szuidzsin császár az első, kinek létezésével többen is egyetértenek. Itoku császár neve posztumusz, melyet az utána következő generációktól kapott.
Itoku császár a történészek szerint egy „legendás uralkodó” és kevés információ maradt csak fenn róla. Nincs elég elérhető forrás az igazolásához és tanulmányozásához. Az első olyan császár, kinek nevéhez igazolható dátum köthető Kinmei császár, viszont a hagyományosan elfogadott nevek és évszámok nem lettek „legendává" nyilvánítva egészen Kanmu császárig (737-806), a Jamató dinasztia ötvenedik szuverén uralkodójáig.
A Kodzsikiben és a Nihonsokiban is csak a neve és a családfája lett feljegyezve. Ezekre hivatkozva úgy vélik, hogy ő Annei császár fia, anyja pedig Nuaszoko-Nusi-no-kami. A Japánok hagyományosan elfogadták a szuverén történelmi uralkodását, császári síremlékét pedig a mai napig karbantartják, viszont nincs olyan releváns kortárs forrás, mely egykori létezését ténylegesen alátámasztaná. Itokut egynek tekintik a nyolc uralkodó közül, kiknek nem volt specifikus legenda a nevéhez kötve, másnevükön „a nyolc dokumentálatlan uralkodó" (欠史八代 Kessi-hacsidai)
Dzsien szerint Itoku második vagy harmadik fia volt Annei császárnak, de a fennmaradt dokumentumokban nincs feljegyezve, hogy az idősebb testvéreivel mi történhetett. Hagyományosan úgy vélik, hogy a Karu-ban lévő Migario-no-mija palotából uralkodhatott, amit később Jamató tartományként ismerünk.
A posztumusz nevének szó szerinti jelentése „jóindulatú erény". Vitathatatlan, hogy ez a név formailag kínai és buddhista értelmezésben, mely arra következtet, hogy eme nevét évszázadokkal uralkodásának hitt ideje után kaphatta, valószínűleg a Jamató dinasztia keletkezésének legendáinak összegyűjtésekor, melyet ma Kodzsikiként ismerünk.

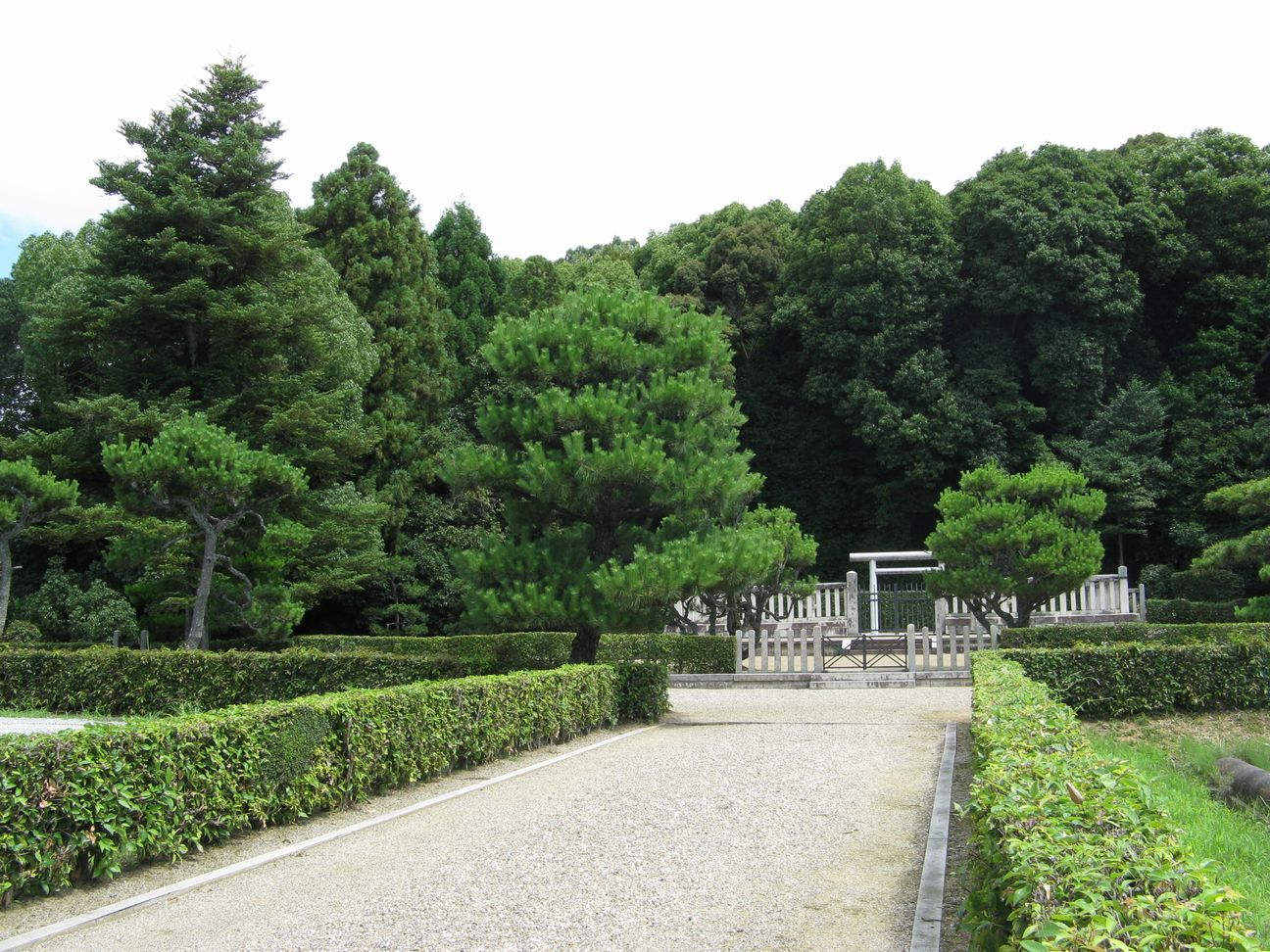
Sintó emlékszentély és mauzóleum Itoku császár emlékére.

A sírjának valódi helyszíne ismeretlen. Emlékét egy sintó emlékszentélyben őrzik Narában.
A Birodalmi Háztartási Hivatal ezt a helyet Annei mauzóleumának jelölte ki. Formális neve Unebi-jama no minami no Maszago no tani noo e no miszaszagi.

Japán címere — stilizált krizantém virág

## Fordítás
- Ez a szócikk részben vagy egészben  az   Emperor Itoku című angol Wikipédia-szócikk ezen változatának fordításán alapul.  Az eredeti cikk szerkesztőit annak laptörténete sorolja fel. Ez a jelzés csupán a megfogalmazás eredetét és a szerzői jogokat jelzi, nem szolgál a cikkben szereplő információk forrásmegjelöléseként.